# György Rozgonyi
György Rozgonyi (ur. w 1890 w Budapeszcie, zm. 30 czerwca 1967 tamże) – węgierski szermierz, brązowy medalista mistrzostw świata.
Na igrzyskach olimpijskich w Amsterdamie w 1928 roku był piąty we florecie drużynowym, a w zawodach indywidualnych był dziesiąty. Były to jego jedyne starty olimpijskie.
Podczas mistrzostw świata w Neapolu w 1929 roku (oficjalnie zawody tego cyklu rozgrywane są pod tą nazwą dopiero od 1937) wywalczył brązowy medal we florecie drużynowym. 